# Lengenfeld (Saxe)
Pour les articles homonymes, voir Lengenfeld.
Lengenfeld  est une ville de Saxe (Allemagne), située dans l'arrondissement du Vogtland, dans le district de Chemnitz.